# Públio Sulpício Saverrião (cônsul em 304 a.C.)
Públio Sulpício Saverrião (em latim: Publius Sulpicius Saverrio) foi um político da gente Sulpícia da República Romana eleito cônsul em 304 a.C. com Públio Semprônio Sofo. Públio Sulpício Saverrião, cônsul em 279 a.C., era seu filho.

## Consulado (304 a.C.)
Foi eleito cônsul em 304 a.C. com Públio Semprônio Sofo. Durante seu mandato, terminou a Segunda Guerra Samnita, iniciada em 326 a.C., com os romanos concedendo a paz aos samnitas depois da vitória na Batalha de Boviano, no ano anterior. Logo depois, os dois cônsules marcharam contra os équos, culpados, segundo os romanos, de se aliarem primeiro com os hérnicos e depois com os samnitas para destruir Roma. Sem conseguir forçar uma batalha campal, os romanos conquistaram 31 cidades:
| “ | Em cinquenta dias, foram conquistadas trinta e uma fortalezas, a maior parte delas arrasadas até o chão e incendiadas, enquanto quase toda a raça dos équos foi destruída. Pelo sucesso contra équos, foi celebrado um triunfo. | ” |
|   | — Lívio, Ab Urbe condita IX, 45. |   |

Segundo os Fastos Triunfais, Saverrião teria realizado um triunfo sobre os samnitas neste ano, mas aparentemente trata-se de um erro, pois Lívio conta que, apesar de Saverrião ter permanecido em Sâmnio com um pequeno exército, as hostilidades cessaram enquanto as negociações de paz ocorriam. Por outro lado, Lívio afirma que a antiga aliança com os samnitas foi restaurada, mas Niebuhr afirma tratar-se de um erro e chama a atenção para o relato de Dionísio de Halicarnasso, que afirma que o tratado firmado obrigou os samnitas a reconhecerem a supremacia de Roma.

## Anos finais
Em 299 a.C., Saverrião foi eleito censor e, com seu colega Semprônio Sofo, duas novas tribo foram acrescentadas: Aniense e Terentina. Em 296 a.C., foi interrex.